# Koźmin (gmina)
Koźmin – dawna gmina wiejska istniejąca do 1939 roku w woj. łódzkim i przez krótki okres w woj. poznańskim. Siedzibą władz gminy był Koźmin.
W okresie międzywojennym gmina Koźmin należała do powiatu kolskiego w woj. łódzkim. 1 kwietnia 1938 roku gminę wraz z całym powiatem kolskim przeniesiono do woj. poznańskiego.
1 kwietnia 1939 roku gmina została zniesiona; część jej obszaru włączono do nowo utworzonych w powiecie tureckim gmin Przykona i Orzeszków, część przyłączono do gminy Brudzew (którą równocześnie przeniesiono z powiatu kolskiego do tureckiego), a część włączono do gminy Chełmno, która pozostała w powiecie kolskim.